# USS Sea Fox (SS-402)
Za druga plovila z istim imenom glejte USS Sea Fox.
USS Sea Fox (SS-402) je bila jurišna podmornica razreda balao v sestavi Vojne mornarice Združenih držav Amerike.
Med drugo svetovno vojno je podmornica opravila 4 bojne patrulje; sodelovala pa je tudi v korejski vojni.
14. decembra 1970 so podmornico prodali Turčiji, kjer so jo preimenovali v TCG Burakreis (S 335).